# شهرستان له‌یه
شهرستان له‌یه (به لاتین: Leye County) یک شهرستان در جمهوری خلق چین است که در بایسه واقع شده‌است.

## خصوصیات
لی کانتی ۲٬۶۱۷ کیلومترمربع مساحت و ۱۵۷٬۰۰۰ نفر جمعیت دارد.